# Lampung
Lampung est une province d'Indonésie située à l'extrémité sud de l'île de Sumatra. Sa capitale est Bandar Lampung.
La province avait une population de 9,01 millions d'habitants au recensement de 2020. Une grande partie de ceux-ci sont les descendants de migrants de Java et Bali venus dans le cadre d'un programme de transmigration initié au début du XXe siècle par le gouvernement colonial néerlandais pour soulager les régions surpeuplées de ces îles.

## Géographie

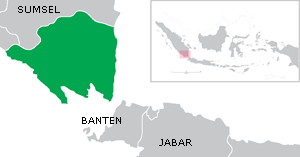
Province de Lampung (en vert).

Située à l'extrémité méridionale de Sumatra, la province de Lampung est bordée :
- au nord, par celles de Bengkulu et Sumatra du Sud ;
- à l'est, par la mer de Java ;
- au sud, par le détroit de la Sonde ;
- à l'ouest, par l'océan Indien.

Lampung est essentiellement formée de plaine. Les monts Pesagi, Tanggamas, Seminiung, Sekincau et Raya sont des volcans éteints.

## Divisions administratives
Lampung est subdivisée en douze kabupaten :
- Lampung occidental (Liwa)
- Lampung du Sud (Kalianda)
- Lampung central (Gunung Sugih)
- Lampung oriental (Sukadana)
- Lampung du Nord (Kotabumi)
- Mesuji -
- Pesawaran (Gedong Tataan)
- Pringsewu (Pringsewu)
- Tanggamus (Kota Agung)
- Tulang Bawang (Menggala)
- Tulang Bawang occidental (Tulang Bawang Tengah)
- Way Kanan (Blambangan Umpu)

et deux kota :
- Bandar Lampung
- Metro

## Historique
L'inscription de Hujung Langit, également connue sous le nom d'inscription de Bawang, et découverte dans le village de Haur Kuning, rédigée en sanscrit et en écriture pallava, porte la date de 919 de l'ère Saka, soit 997 apr. J.-C. Elle énonce une malédiction à l'encontre de ceux qui oseraient défier le pouvoir du royaume de Sriwijaya (l'actuelle Palembang dans la province voisine de Sumatra du Sud.
Au milieu du XVIe siècle, Hasanuddin, souverain de Banten (règne 1552-70) dans l'ouest de Java, étend son autorité sur Lampung, importante productrice de poivre à l'époque. Quand la VOC (Vereenigde Oostindische Compagnie ou « Compagnie néerlandaise des Indes orientales ») soumet finalement Banten, Lampung passe sous sa coupe.

### Les Lampongsche districten ("districts de Lampung")

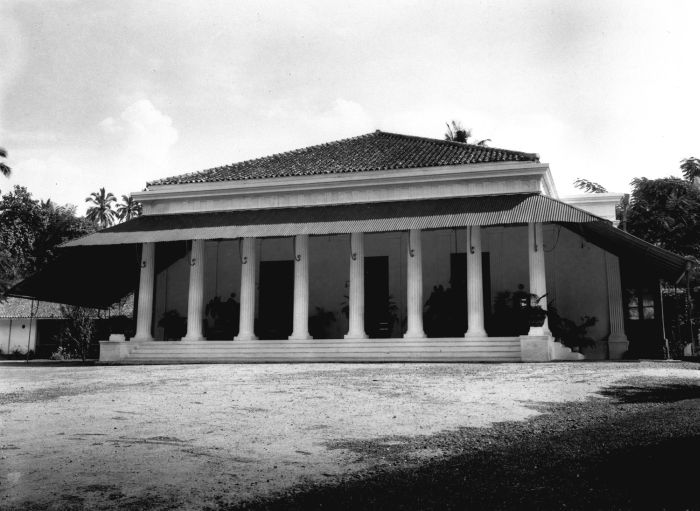
Demeure du résident des Lampongsche districten (vers 1930)

## Population et société

### Groupes ethniques

#### Lampung

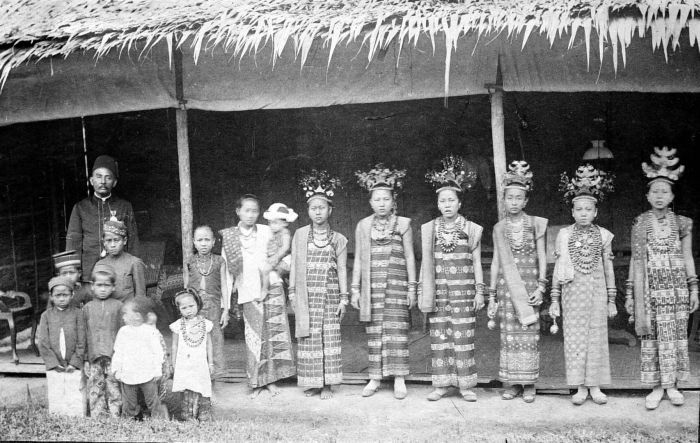
Jeunes filles lampung en costume de danse à l'époque des Indes néerlandaises

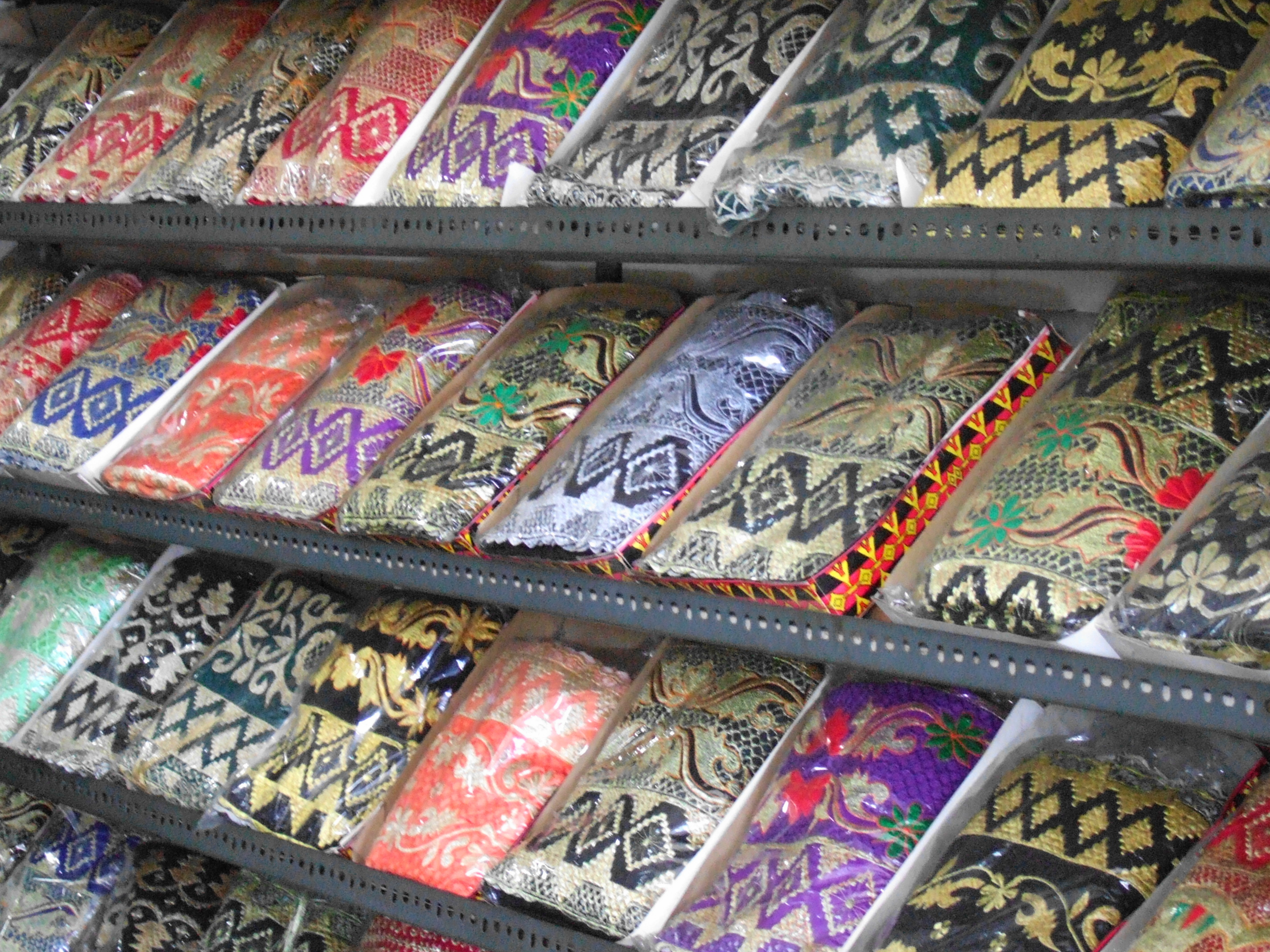
Des tapis de Lampung

La culture lampung est notamment connue pour ses tissus. Les tissus appelés palepai, représentant des bateaux, étaient arborés par les familles nobles lors de cérémonies importantes comme les mariages, les circoncisions, les funérailles. Il y a aussi les tapis tua, jupes cérémonielles de femme en coton épais, tissées à la main puis couvertes de motifs à forme humaine, de dragons et de bateaux en fil d'or. Certains tapis pouvaient peser jusqu'à 4 ou 5 kilos.
La société lampung était traditionnellement divisée en clans, dont la définition était à la fois généalogique et territoriale. Aujourd'hui, on en compte officiellement 84. Un clan est dirigé par un chef élu par un conseil des punyimbang, les détenteurs de l'adat (droit coutumier).

#### Autres natifs
En plus des lampungs, la province comporte plusieurs peuples du sud de Sumatra, notamment des malais, des palembangs et des ogans.

#### Immigrés
La majorité des habitants de Lampung est issue de la transmigration, un programme gouvernemental indonésien visant à déplacer des personnes depuis des régions surpeuplées, en l'occurrence Java et Bali, vers des régions moins peuplées du pays. Les plus grosses vagues de migration ont eu lieu dans les années 1970. Aujourd'hui, les javanais constituent près des deux tiers de la population de Lampung.

#### Statistiques
| Groupe ethnique | Population | %      | Origine               |
| --------------- | ---------- | ------ | --------------------- |
| Javanais        | 4 856 805  | 64,06% | Java                  |
| Lampung         | 1 026 692  | 13,54% | Sumatra               |
| Soundanais      | 728 715    | 9,61%  | Java                  |
| Banten          | 172 371    | 2,27%  | Java                  |
| Malais          | 161 030    | 2,12%  | Sumatra, Bornéo, etc. |
| Palembang       | 144 513    | 1,91%  | Sumatra               |
| Ogan            | 106 669    | 1,41%  | Sumatra               |
| Balinais        | 104 606    | 1,38%  | Bali                  |
| Minangkabau     | 69 652     | 0,92%  | Sumatra               |
| Batak           | 52 311     | 0,69%  | Sumatra               |
| Autres          | 217 038    | 1,68%  | -                     |
| Total           | 7 581 948  | 100%   | -                     |

### Langues
La langue lampung fait partie du groupe dit lampungique de la branche malayo-polynésienne des langues austronésiennes. Elle a 1,5 million de locuteurs. 
Comme dans l'ensemble de l'Indonésie, l'indonésien est la langue véhiculaire et seule langue officielle de Lampung. Elle est utilisée dans l'administration, les médias et l'enseignement.

### Religion

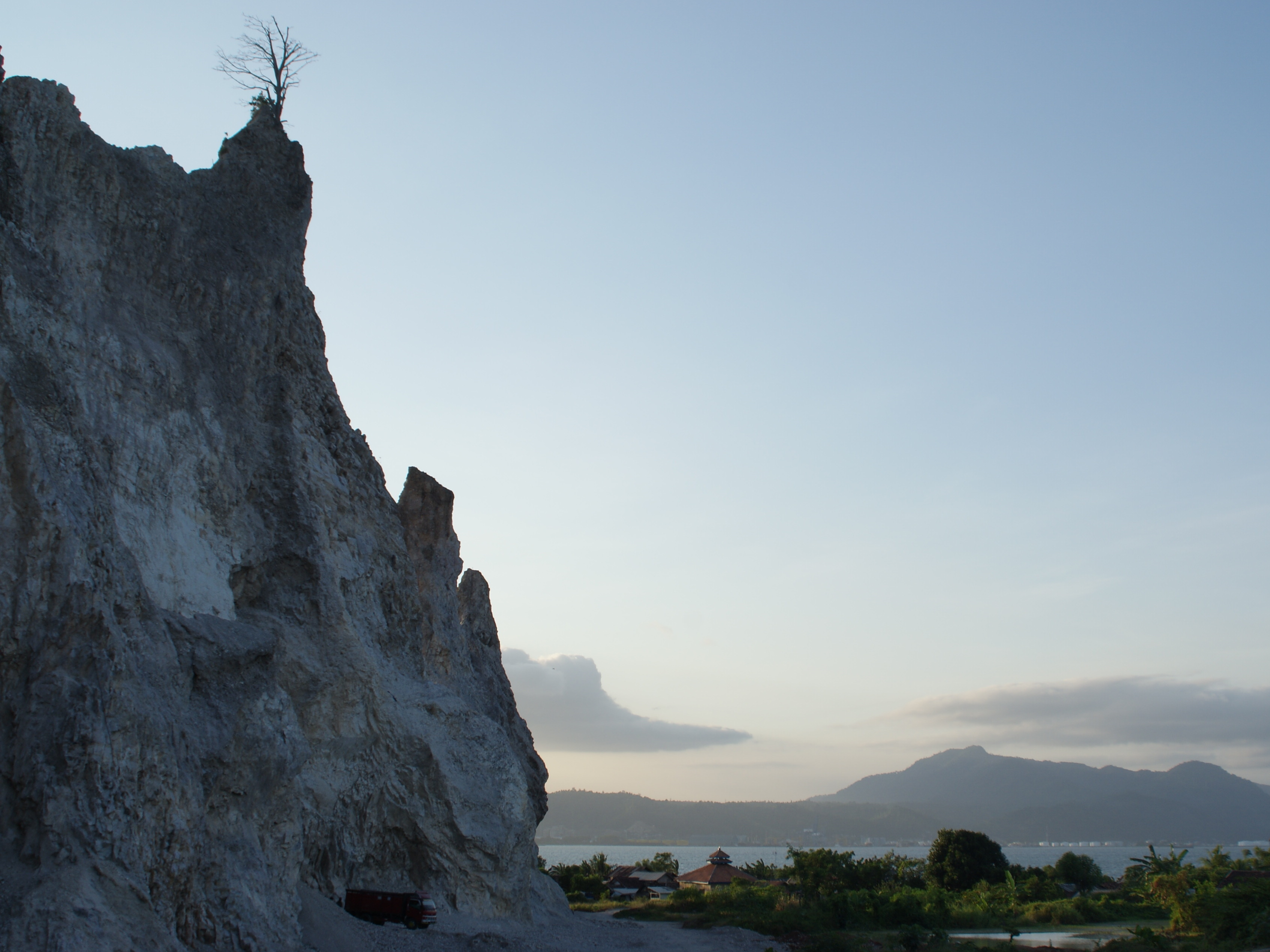
La baie de Lampung

|                | Quantité  | %      |
| -------------- | --------- | ------ |
| Islam          | 8 700 424 | 96,12% |
| Hindouisme     | 126 983   | 1,40%  |
| Protestantisme | 122 060   | 1,35%  |
| Catholicisme   | 77 208    | 0,85%  |
| Bouddhisme     | 23 892    | 0,26%  |
| Autres         | 892       | 0,01%  |

## Économie
L'agriculture est la principale activité de Lampung. Le long de la côte méridionale, on trouve des plantations de girofle, de  café et de cocotiers. Dans l'est de la province poussent le poivre, le café, la cassave, la noix de coco, aux côtés du riz. La région du lac Ranu est principalement consacrée à la culture du tabac.

## Transports
Un aéroport est situé sur la localité d'Astra Ksetra, à Lampung : le Gunung Batin,.

## Tourisme

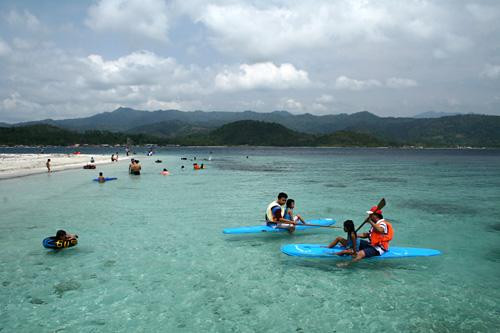
La plage de Mutun

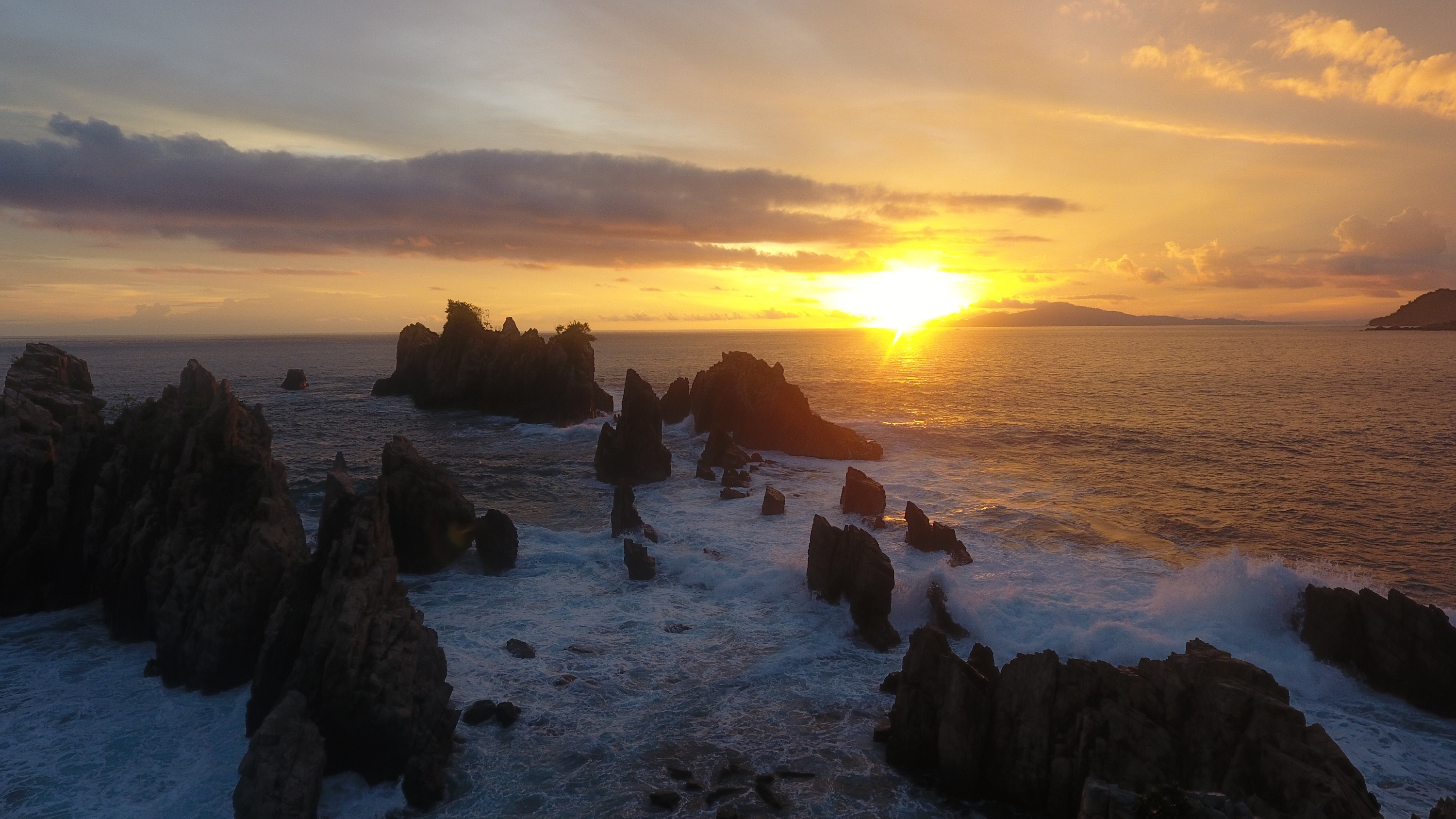
Gigi Hiu, "les dents du requin"

- Le musée de Lampung à Bandar Lampung présente notamment de la céramique chinoise, des instruments de musique traditionnelle et une collection de tissus tapis anciens.
- Le Krakatoa.
- La plage de Merak Belantung, située à 40 km au sud de Bandar Lampung, sur la route du port de Bekauheni.
- Le parc national de Bukit Barisan Selatan où l'on peut voir des Rafflesia.
- La réserve naturelle de Way Kambas, d'une superficie de 130 000 hectares, dans l'ouest de la province. On y trouve l'Éléphant d'Asie, le Tigre de Sumatra et des centaines d'espèces d'oiseaux. Elle possède un centre de dressage d'éléphants.
- Krui est un spot de surf.

Voir aussi le tourisme en Indonésie.

## Archéologie

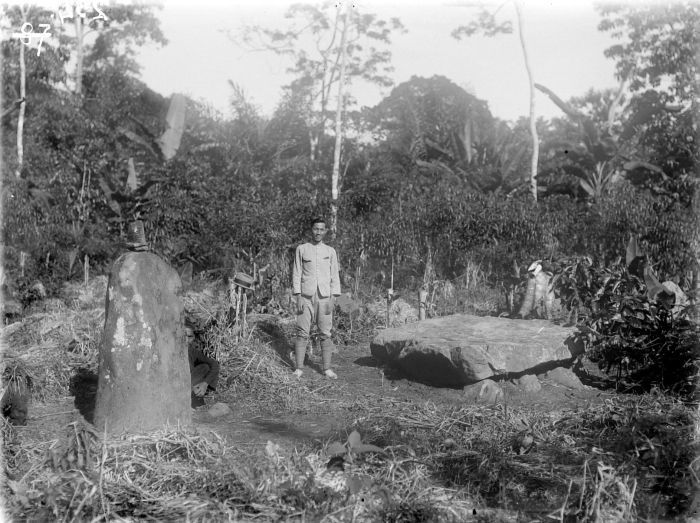
Dolmen dans le district de Batu Brak (photo prise en 1931)

Quelques sites mégalithiques étaient déjà connus à l'époque coloniale.
En 1977, des archéologues découvrent cinq autres sites dans le district de Sumber Jaya, kabupaten de Lampung occidental, à environ 85 km au nord-ouest de Kotabumi, le chef-lieu, au sud de la route de Liwa à Krui. Ces sites n'étaient pas connus à l'époque coloniale car la région était inhabitée. C'est l'arrivée de transmigrants javanais dans les années 1950 qui les a révélés. La toponymie y est récente, et non indigène.
En 1980, des fouilles sur le site de Telagamukmin, dans le village de Purwawiwitan, ont mis au jour de grandes quantités de tessons de poterie de terre locale et de céramique chinoise qu'on a datées du IXe au Xe siècle, c'est-à-dire des périodes des Cinq Dynasties et des Song du Nord. On a également découvert un bracelet en bronze, deux lames en bronze et d'autres morceaux de métal.
Des tessons ont également été trouvés en surface à Batu Brak et Batutameng, dans le village de Purajaya, et dans d'autres emplacements du district.
Des sculptures mégalithiques ont été découvertes à Kebontebu, Kenali, Pugung et Batubedil.

### Site de Pugung
Situé dans le village de Pagung Raharjo, à 40 km au nord-est de Bandar Lampung, on y a trouvé des vestiges mégalithiques et de la période hindou-bouddhique indonésienne.